# Xperia Z5
Sony Xperia Z5（ソニー エクスペリア ゼット ファイブ）は、ソニーモバイルコミュニケーションズによって開発された、第4世代移動通信システム対応のAndroid搭載端末である。2015年9月2日にドイツで開催されたコンシューマー・エレクトロニクス・ショーで発表された。10月1日にイギリスと台湾で発売以降世界各国で販売され、日本では10月29日に各キャリアにて発売された。
製品番号は、E6603、E6653、E6633、E6683、SO-01H、SOV32、501SO。
日本国内ではKDDI・沖縄セルラー電話連合（以下・au）とNTTドコモ、ソフトバンクモバイルから発売されている。キャリアごとの個別の情報は
- ドコモ - SO-01H
- au - SOV32
- ソフトバンク - Xperia Z5 (SoftBank)

を参照されたい。

## 概要
Xperia Z5は、Zシリーズの最終作。
ディスプレイは5.2インチFHDのIPS方式液晶。SoCはSnapdragon 810を搭載し、3GBのメモリと、32GBのROMを搭載している。

カメラのイメージセンサは裏面照射型CMOSのExmor R for mobileとなっており、背面カメラが23メガピクセル、前面が5.1メガピクセルである。ビデオは4Kでの撮影に対応している。感度はISO12800まで対応している。また、世界最速の0.03秒というオートフォーカスに対応している。
またハイレゾ音楽再生に対応し、ノイズキャンセル機能も従来通り対応し、ハイレゾとノイズキャンセリングの同時使用に対応している。従来の音源ではDSEE HXが利用できる。